# Ибрагимов, Мансум Исрафил оглы
Мансум Исрафил оглы Ибрагимов (азерб. Mənsum İsrafil oğlu İbrahimov; 1 октября 1960, Имамкулибейли, Агдамский район) — азербайджанский народный певец, ханенде, исполнитель мугамов, артист театра и кино, Заслуженный артист Азербайджана (1998), Народный артист Азербайджана (2005).
В 1982—1987 обучался в бакинском музыкальном техникуме, затем — в 1993 окончил Азербайджанский государственный университет культуры и искусств.
Внёс свой вклад в развитие мугама и воспитание новых ханенде.
Среди известных театральных ролей — Меджнун в спектакле «Лейли и Меджнун» на сцене Театра оперы и балета им. М. Ф. Ахундова в Баку.
С 2002 снялся в 4 кино- и телефильмах.
Член жюри телевизионных музыкальных конкурсов «Мугам» (2005, 2007).

## Награды
- 24 мая 1998 — Заслуженный артист Азербайджана — за заслуги в развитии азербайджанской культуры[1]
- 16 сентября 2005 — Народный артист Азербайджана — за заслуги в развитии азербайджанской культуры[2]
- 30 сентября 2010 — Орден «Слава» — за заслуги в развитии азербайджанского мугамного искусства[3]
- 1 мая 2017 — Персональная пенсия Президента Азербайджанской Республики — за заслуги в развитии азербайджанской культуры[4]
- 30 декабря 2020 — Орден «Честь» — за большие заслуги в развитии азербайджанского национального музыкального искусства[5]